# 우청뎬
우청뎬(중국어 정체자: 吳成典, 한어 병음: Wú Chéngdiǎn, 웨이드-자일스: Wu Ch'eng-tian; 1957년 5월 10일 출생)은 현재 신당의 주석인 대만의 정치인이자 화학자이다.

## 교육
우청뎬은 푸런 대학에서 화학 학사 학위를 취득했으며, 이후 미국 케이스 웨스턴 리저브 대학교에서 화학 박사 학위를 취득했다. 그의 박사 학위 논문은 "에너지 저장을 위한 산화 환원 시스템의 전기화학 연구"였다.

## 정치 경력
2003년부터 2006년까지 그는 신당 소속으로 입법위원으로 활동했다. 2003년 그는 천원첸과 함께 친민당 입법위원단에 합류했다. 2007년까지 그는 중국국민당에 합류했다.

### 2014년 진먼 현장 선거
2008년 1월 12일, 그는 2008년 중화민국 입법위원 선거에 중국국민당의 진먼현 지역구 후보로 출마했다. 그러나 그는 근소한 차이로 선거에서 패배했다.
| 번호 | 후보                  | 정당                   | 득표  | 득표율 | 당선 여부 |
| ---- | --------------------- | ---------------------- | ----- | ------ | --------- |
| 1    | 천푸하이              | 무소속                 | 9,912 | 37.31% | 예        |
| 2    | 리 워쓰               | 무소속                 | 5,274 | 19.85% |           |
| 3    | 가오 시안 텅 (高絃騰) | 민당 (대만)            | 39    | 0.15%  |           |
| 4    | 후 웨이 성 (胡偉生)   | 무소속                 | 1,070 | 4.03%  |           |
| 5    | 탕 후이 페이 (唐惠霈) | 민주진보당             | 431   | 1.62%  |           |
| 6    | 우청뎬                | 중국국민당 (신당 지지) | 9,838 | 37.04% |           |

### 진먼현 부현장

#### 2016년 중국 본토 방문
2016년 9월, 우청뎬은 다른 7명의 대만 지방자치단체장들과 함께 베이징시를 방문했다. 이들은 쉬 야오창 (먀오리현 현장), 추 징춘 (신주현 현장), 류 쩡잉 (롄장현 (중화민국) 현장), 예 후이징 (신베이시 부시장), 천 진후 (타이둥현 부현장), 푸쿤치 (화롄현 현장), 린 밍천 (난터우현 현장)이었다. 그들의 방문은 2016년 5월 20일 차이잉원 총통이 취임한 후 양안 관계를 재정립하고 재개하기 위한 것이었다. 8명의 지방자치단체장들은 92공식에 따른 하나의 중국 정책에 대한 지지를 재확인했다. 그들은 국무원대만사무판공실 주임 장즈쥔과 중국인민정치협상회의 주석 위정성을 만났다.

### 신당 주석
2020년 2월 21일, 그는 신당의 주석으로 선출되었다.

#### 2023년 중국 본토 방문
2023년 6월 6일, 우청뎬은 베이징을 방문하여 CPPCC 주석 왕후닝을 만났다. 중국 국영 언론은 우청뎬이 "재통합을 통해서만 대만이 살 길을 찾을 수 있다"고 말했다고 인용했다.

## 가족
그의 사촌은 배우이자 가수인 우쭌 (1979년)이다.

## 같이 보기
- 대만의 통일전선